# Loren Woods
Pour les articles homonymes, voir Woods.
Loren Woods, né le 21 juin 1978 à Saint-Louis, dans le Missouri, est un joueur américain de basket-ball. Il évolue au poste de pivot.

## Filmographie
- 2022 : Spirited : L'Esprit de Noël (Spirited) de Sean Anders : le fantôme des Noëls à venir